# Oberhausen (Neuburg-Schrobenhausen)
Oberhausen è un comune tedesco di 2 519 abitanti, situato nel land della Baviera.